# Surface de Peano

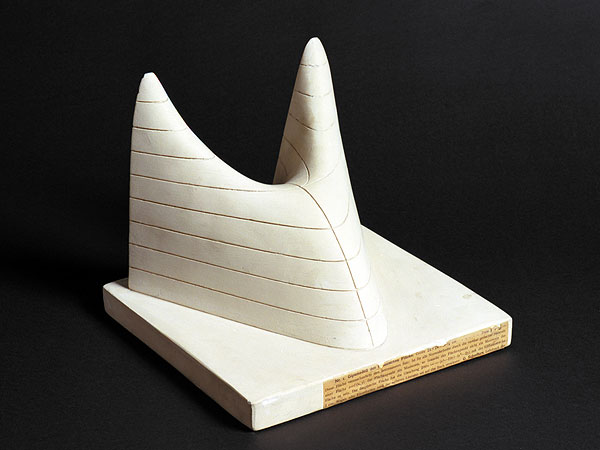
Maquette de la surface Peano de la collection des maquettes de l'université de Göttingen.

En mathématiques, la surface de Peano est une surface quartique, le graphe de la fonction de deux variables 
{\displaystyle f(x,y)=(2x^{2}-y)(y-x^{2}).}
Elle a été proposée par Giuseppe Peano en 1899 comme contre-exemple à un critère conjecturé pour l'existence de maxima et de minima de fonctions de deux variables,.  

## Description
La surface a été nommée surface de Peano (en allemand : Peanosche Fläche) par Georg Scheffers dans son livre de 1920 intitulé  Lehrbuch der darstellenden Geometrie,. Elle a également été appelée le col ou selle de Peano,.  
La fonction représentée graphiquement par cette surface est positive entre les deux paraboles {\displaystyle y=x^{2}} et {\displaystyle y=2x^{2}} et négative ailleurs. À l'origine, au point tridimensionnel {\displaystyle (0,0,0)} de la surface qui correspond au point d'intersection des deux paraboles, la surface a un point selle. La surface elle-même a une courbure de Gauss positive dans certaines parties et une courbure négative dans d'autres, séparées par une autre parabole,, ce qui implique que son application de Gauss a une cuspide de Whitney.  

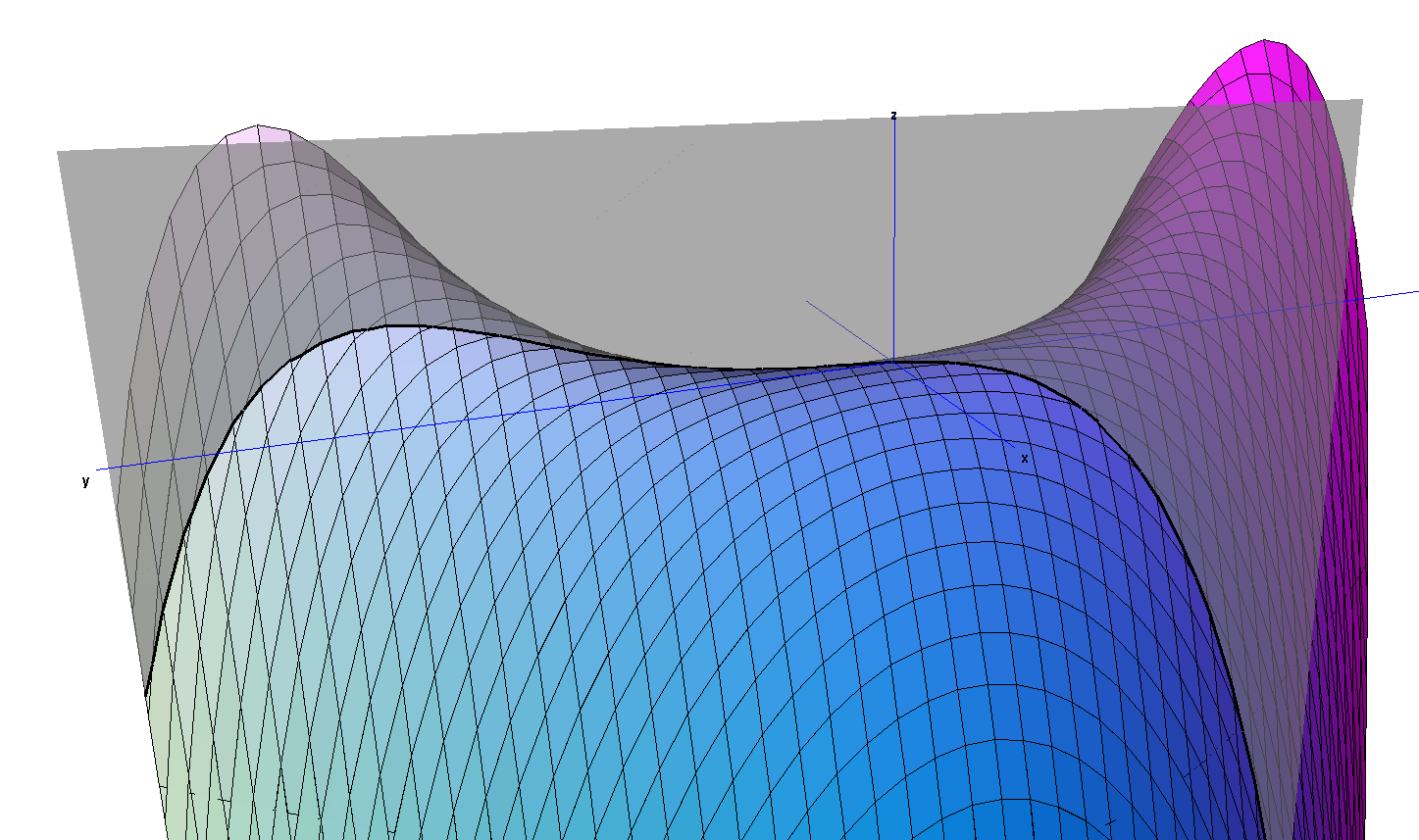
Intersection de la surface de Peano avec un plan vertical. La courbe intersection a un maximum local à l'origine, à droite de l'image, et un maximum global à gauche de l'image, plongeant peu profondément entre ces deux points.

Chaque fois que la surface est intersectée par un plan vertical passant par l'origine, la courbe résultante dans le plan d'intersection a un maximum local en ce point. En termes plus paradoxaux, si on déplace un point de l'origine {\displaystyle (0,0)} sur une ligne droite quelconque, la fonction {\displaystyle (2x^{2}-y)(y-x^{2})} diminue au début du déplacement ; néanmoins, le point  {\displaystyle (0,0)} n'est pas un maximum local de la fonction, car se déplacer le long d'une parabole comme {\displaystyle y={\sqrt {2}}\,x^{2}} entraîne une croissance de cette fonction. 

## La courbe comme contre-exemple
En 1886, Joseph-Alfred Serret publie un manuel contenant une proposition de critère pour les points extrémaux d'une surface donnée par {\displaystyle z=f(x_{0}+h,y_{0}+k)} :
« Le maximum ou le minimum a lieu lorsque, pour les valeurs de {\displaystyle h} et {\displaystyle k} qui annulent  {\displaystyle d^{2}f} et {\displaystyle d^{3}f} (les troisième et quatrième termes), {\displaystyle d^{4}f} (le cinquième terme) a constamment le signe -, ou le signe +. »
Ici, on suppose que les termes linéaires s'annulent et que la série de Taylor de {\displaystyle f} a la forme 
{\displaystyle z=f(x_{0},y_{0})+Q(h,k)+C(h,k)+F(h,k)+\cdots },
où {\displaystyle Q(h,k)} est une forme quadratique comme {\displaystyle ah^{2}+bhk+ck^{2}}, {\displaystyle C(h,k)} est une forme cubique avec des termes cubiques en {\displaystyle h} et {\displaystyle k}, et {\displaystyle F(h,k)} est une forme quartique avec un polynôme quartique homogène en {\displaystyle h} et {\displaystyle k} . Serret suggère que si {\displaystyle F(h,k)} a un signe constant pour tous les points où {\displaystyle Q(h,k)=C(h,k)=0}, alors la surface a un maximum ou un minimum local en {\displaystyle (x_{0},y_{0})} . 
Dans ses notes de 1884 au manuel italien d'Angelo Genocchi sur le calcul infinitésimal : Calcolo differenziale e principii di calcolo integrale, Peano avait déjà fourni différentes conditions correctes pour qu'une fonction ait un minimum local ou un maximum local,. Dans la traduction allemande de 1899 du même manuel, il a fourni cette surface comme contre-exemple à la condition de Serret. Au point {\displaystyle (0,0,0)}, les conditions de Serret sont satisfaites, mais ce point est un point col et pas un maximum local. Une condition proche de celle de Serret a également été critiquée par Ludwig Scheeffer (de), qui a utilisé la surface de Peano comme contre-exemple dans une publication de 1890, attribuée à Peano,. 

## Maquettes de la surface
Des maquettes de la surface de Peano figurent dans la collection de modèles et d'instruments mathématiques à l'Université de Göttingen et dans la collection de modèles mathématiques de l'Université technique de Dresde (deux modèles différents). La maquette de Göttingen a été le premier modèle à être ajouté à la collection après la Première Guerre mondiale, et l'un des derniers à être ajoutés à la collection dans son ensemble. 